# Relațiile dintre România și Ucraina

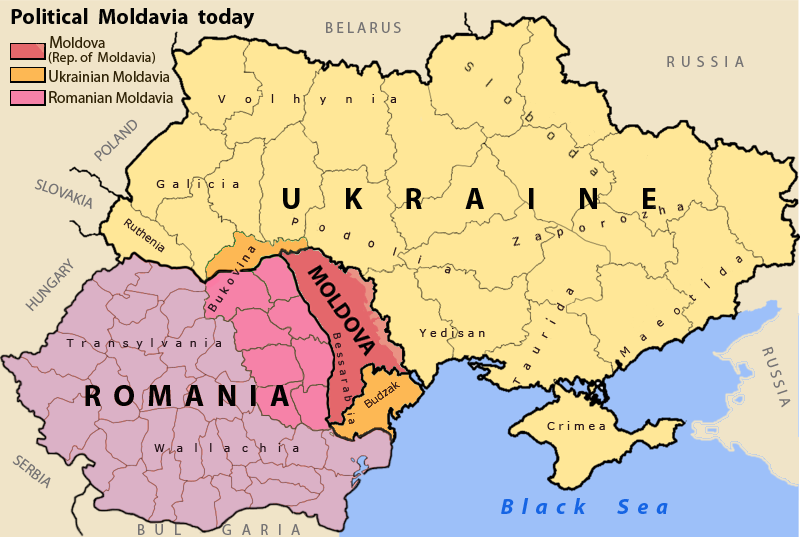
Teritoriile fostului Voievodat al Moldovei, azi împărțite între România (roz), republica Moldova (roșu) și Ucraina (portocaliu).

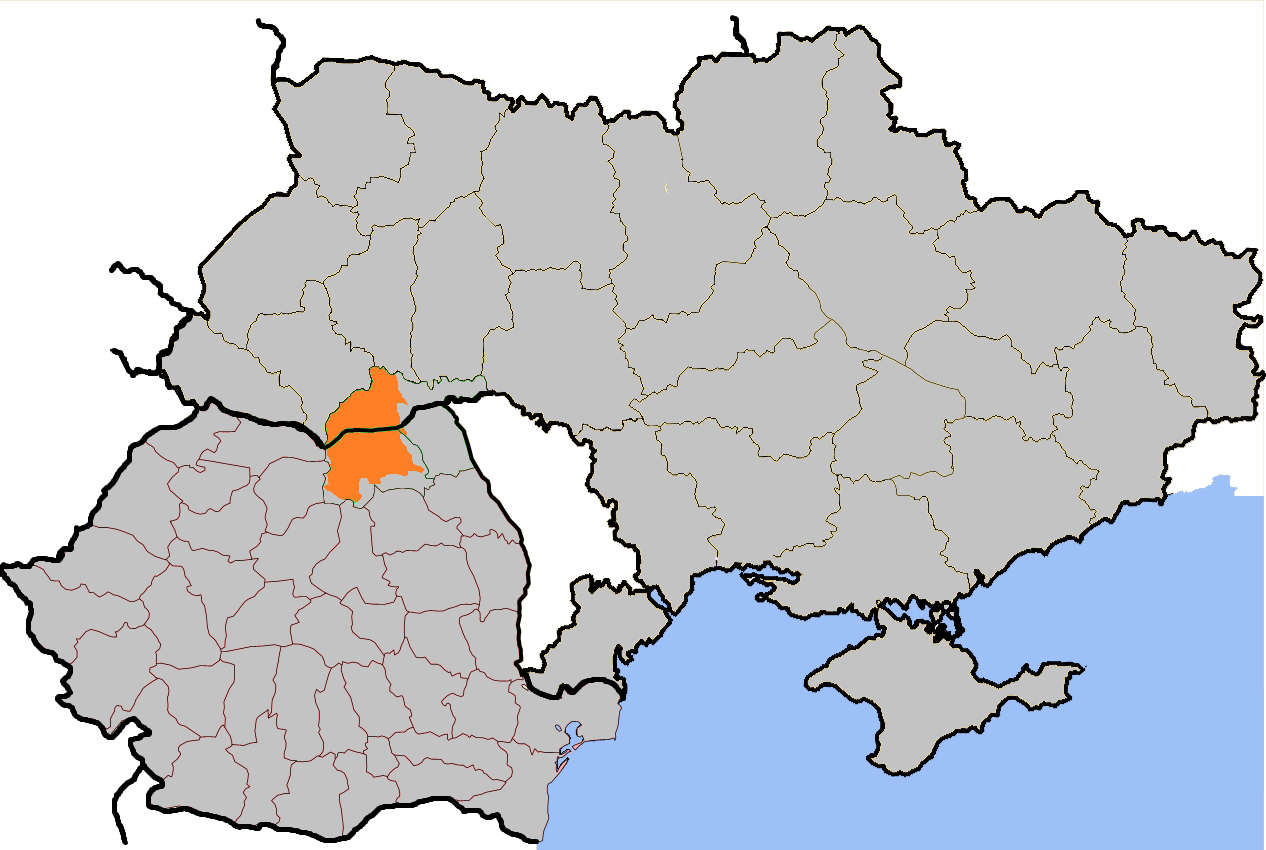
Bucovina, împărțită între România și Ucraina.

Ucraina și-a recăpătat independența în anul 1991, ca o consecință a destrămării Uniunii Republicilor Sovietice Socialiste și recăpătării independenței a 15 republici aflate în componența fostei uniuni. România a fost printre primele țări care au recunoscut Ucraina ca stat independent. Relațiile dintre cele două state au cunoscut diferite perioade marcate de dispute din cauza unor chestiuni precum insistența României pentru respectarea drepturilor minorității românești din Ucraina, împărțirea platoului continental al Mării Negre, construcția de către Ucraina a canalului Bîstroe sau recuperarea investiției române în combinatul de la Krivoi Rog construit în perioada sovietică. În timpul războiului dintre Rusia și Ucraina, România a furnizat ajutor umanitar și militar  Ucrainei, și a sprijinit refugiații ucraineni ajunși acolo.

## Istoria relațiilor diplomatice cu Ucraina
Stabilirea de relații diplomatice, la 2 februarie 1992 , a fost urmată imediat de înființarea primei ambasade române la Kiev, în locul consulatului general, care a funcționat în capitala ucraineană din 1971. În aprilie 1995 a fost deschis și consulatul general al României la Odessa. 
Cel de-al doilea consulat general al României în Ucraina a fost deschis în mai 1999, la Cernăuți. În 1997, în urma unui proces complex de negocieri (au avut loc 35 de runde de negocieri), România și Ucraina au încheiat două instrumente juridice capitale pentru cele două state: Tratatul privind relațiile de cooperare și bună vecinătate dintre România și Ucraina, care a fost semnat la Constanța, la 2 iunie 1997, și un Acord Conex, încheiat prin schimb de scrisori ale miniștrilor afacerilor externe ai celor două state semnatare. Ambele instrumente au intrat în vigoare la 22 octombrie 1997. Prin aceste acorduri, cele două state și-au asumat obligația de a încheia un tratat privind regimul frontierei de stat între ele, precum și un acord pentru delimitarea platoului continental și a zonelor economice exclusive ale celor două state în Marea Neagră. Deși aceste două documente au fost semnate, Ucraina nu și-a respectat angajamentele iar diferendul dintre aceste state a fost trimis spre soluționare către Curtea Internațională de Justiție de la Haga.
„Porțiunea inițială de frontieră maritimă între România și Ucraina a fost stabilită prin acord, respectiv Acordul româno-sovietic din 1949, confirmat de acorduri subsecvente; aceste acorduri au forță juridică obligatorie pentru Ucraina, în calitate de succesor al fostei Uniuni Sovietice (...)În conformitate cu dreptul internațional, România s-a străduit să soluționeze această chestiune a delimitării spațiilor sale maritime în zona de nord-vest a Mării Negre pe calea negocierilor cu fosta Uniune Sovietică și, după dispariția acesteia, cu Ucraina, chiar dacă pretențiile avansate de partea ucraineană erau mult mai ambițioase decât cele sovietice. Numai după ce a devenit evident că aceste discuții erau sterile și că prelungirea lor nu ar fi avut niciun scop, am decis să sesizăm Curtea cu această problemă”
- Fragment din alocuțiunea lui Bogdan Aurescu la Curtea Internațională de Justiție, 4 septembrie 2008

## Diferendele dintre România și Ucraina

#### Diferendele teritoriale „moștenite” de la URSS
Nefiind ratificate nici de Marea Adunare Națională nici de Sovietul Suprem al URSS, înțelegerile bilaterale (protocolurile și procesele verbale din 1948 de predare ale ostroavelor Coasta-Dracului, Dalerul Mare, Dalerul mic, Maican, Limba de la Brațul Chilia și Insula Șerpilor) semnate între România și URSS, erau, din punct de vedere juridic, neconstituționale și contrarii prevederilor Tratatului de pace de la Paris din 1947, semnat între România și URSS, fiind, astfel, nule și neavenite pentru dreptul internațional. Astfel, se considera, conform dreptului constituțional, că, de jure, frontiera de stat era pe talvegul brațului Chilia, conform Tratatului de Pace de la Paris din 1947.
Devenind independentă, Ucraina a "moștenit" teritoriile sovietice situate la sud de talvegul brațului Chilia, precum și poziția diplomatică sovietică în ceea ce le privește.
România a revendicat, începând cu anul 1996, aplicarea prevederilor Tratatului de Pace de la Paris din 1947, dar, în 1997, NATO a sfătuit guvernul român să rezolve orice diferend teritorial cu Ucraina pentru a se putea integra în organizație. Prin urmare, această problematică a fost abordată în relația cu partea ucraineană în decursul mai multor runde de negocieri care s-au încheiat prin redactarea unui Tratat frontalier româno-ucrainean, numit "Tratatul cu privire la relațiile de bună vecinătate și cooperare", semnat la Constanța, în 2 iunie 1997, care a oficializat de jure apartenența a cinci din cele șase insule contestate la Ucraina (rămânând în litigiu doar Insula Maican și apele teritoriale din jurul insulei Șerpilor din Marea Neagră). Tratatul cu privire la relațiile de bună vecinătate și cooperare a intrat în vigoare la 22 octombrie 1997.

Delimitarea frontierei maritime în Marea Neagră între România și Ucraina conform deciziei CIJ.

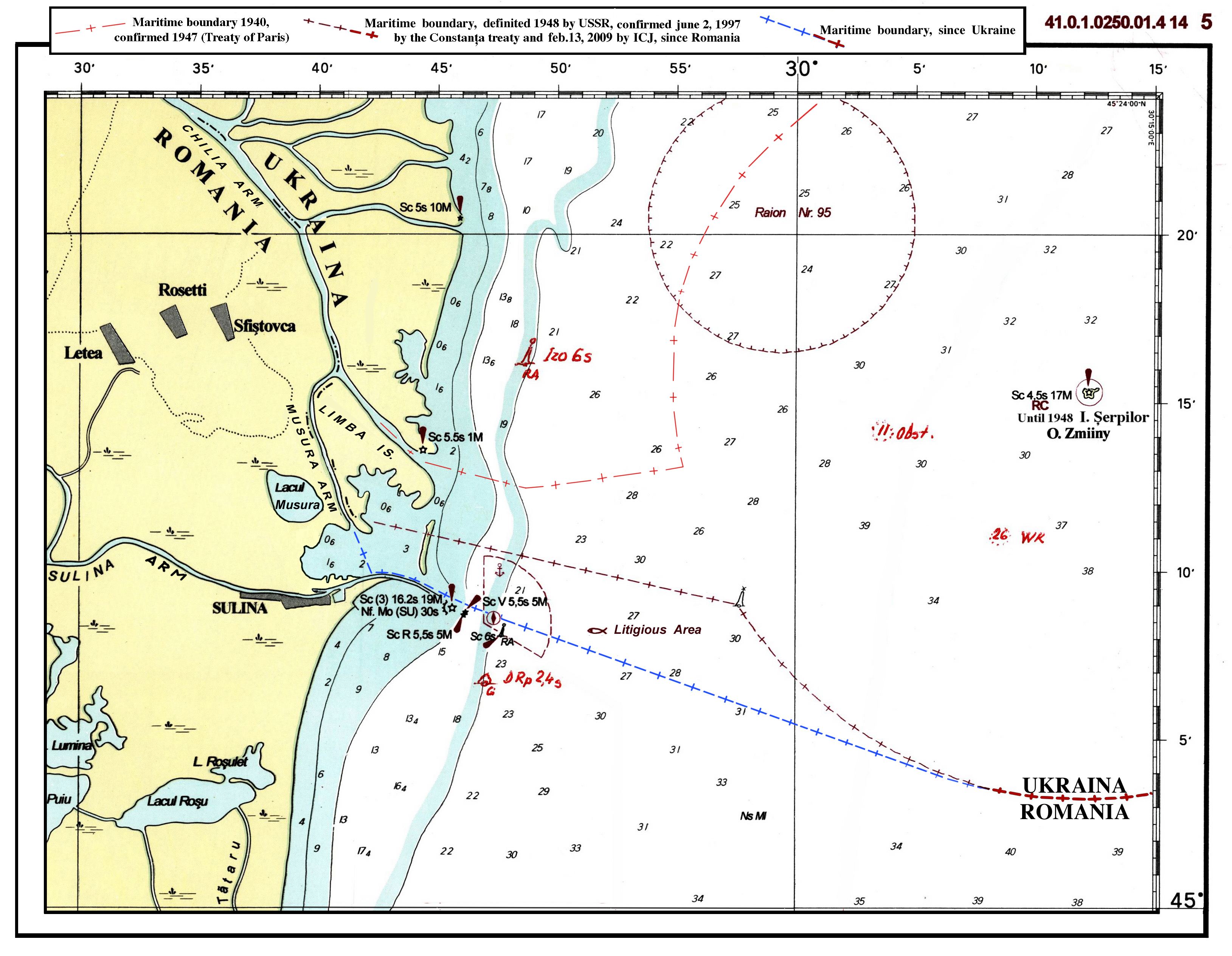
Frontiera maritimă în dreptul golfului Musura: Ucraina a pus de facto balize frontaliere de-a lungul digului nord al Brațului Sulina, în timp de frontiera de jure (de drept) este mai la nord.

#### Canalul Bâstroe
În 11 mai 2004, Ucraina a început lucrările de construire a canalului Dunăre - Limanul Conduc (pe brațele Chilia și Bâstroe din Delta Dunării) și la 26 august 2004 a fost oficial inaugurat primul tronson al canalului Bâstroe.  După o perioadă în care lucrările de construire a căii de navigație au fost sistate, în luna noiembrie 2006, au fost reluate, pentru  o porțiune aflată integral pe teritoriul Ucrainei, fiind redată navigației în luna aprilie 2007. Din momentul în care partea română, prin Ministerul Afacerilor Externe, a aflat de efectuarea acestor lucrări la canalul navigabil ucrainean, a efectuat unele demersuri, în plan bilateral și multilateral, pentru a sublinia impunerea unor măsuri în concordanță cu dreptul internațional din partea Ucrainei.
Demersurile României au fost fundamentate pe două aspecte foarte importante:
- mediu

„Din punct de vedere al protecției mediului, Ministerul Afacerilor Externe a acționat consecvent în sensul solicitării de a se respecta convențiile internaționale și recomandările internaționale pentru minimizarea impactului asupra ecosistemului Deltei Dunării. Pozițiile promovate de partea română sunt confirmate de studiile efectuate de către organizațiile internaționale (Secretariatul Convenției de la Berna, Secretariatul Convenției de la Ramsar, Comisia Internațională pentru Protecția Fluviului Dunărea”
- navigație

„În ceea ce privește aspectele de navigație, Ministerul Afacerilor Externe a arătat că derularea lucrărilor pe brațul Chilia trebuie să fie conforme regimului frontierei de stat. De asemenea, a arătat că pe porțiunea Dunării de Jos trebuie avut în vedere regimul de navigație stabilit prin Convenția de la Belgrad. Partea română consideră că se poate identifica o soluție pentru aceste aspecte, însă concretizarea unor rezultate ale dialogului pe această temă prin încheierea unui acord privind navigația depinde, mai întâi, de soluționarea componentei de mediu.”

#### Delimitarea platoului continental și a zonelor economice exclusive
Delimitarea platoului continental și a zonelor economice exclusive între România și Ucraina în sectorul nordic al bazinului de vest al Mării Negre a făcut obiectul unui proces îndelungat de negocieri, desfășurat în perioada 1967-1987, între România și Uniunea Republicilor Socialiste Sovietice, fără ca cele două părți să ajungă la un acord.
După anul 1980, o dată cu descoperirea de rezerve considerabile de țiței și gaze naturale în Marea Neagră, interesul pentru această insulă a crescut mult. Convenția O.N.U. asupra mării de la Montego Bay recunoaște dreptul statelor să-și extindă apele teritoriale la 12 mile, și în zona de exclusivitate economică, la 200 de mile marine. După anul 1990, au fost descoperite zăcăminte de petrol (10 milioane de tone) și de gaze naturale (1 miliard m³) în apropierea insulei. Resursele naturale nu sunt semnificative, dar urmau să se facă prospectări în următorii 2-3 ani. Companiile petroliere British Petroleum (BP) și Royal Dutch Shell au semnat contracte de prospecțiuni cu Ucraina, iar compania Total cu România. Compania austriacă OMV (proprietara celei mai mari companii petroliere din România, Petrom), a semnat un contract cu un consorțiu format din Naftogaz Ukrainy și Chornomornaftogaz pentru a participa împreună la licitația pentru concesionarea respectivei suprafețe. În larg, limita revendicărilor Ucrainei la vest era mult mai apropiată de coastele României decât de ale sale, ceeace a adus suprafața zonei în litigiu la 12.200 km.
La data de 16 septembrie 2004, partea română a adus disputa privind delimitarea platoului maritim dintre cele două țări în fața Curții Internaționale de Justiție (CIJ) de la Haga. La 15 august 2005 România a depus un memoriu referitor la delimitarea platoului continental și a zonelor economice exclusive din Marea Neagră. România a apelat la o astfel de sesizare unilaterală, după ce, timp de șapte ani, negocierile cu Kievul nu duseseră la nici un rezultat în ceea ce priveste delimitarea platoului continental și a zonelor economice exclusive, precum și statutului Insulei Șerpilor din Marea Neagră. Ucraina trebuia să-și prezinte poziția până la data de 19 mai 2006.
Zona în dispută cuprindea un areal de 12.000 km², deoarece partea ucraineană își fixase revendicările mult la apus de linia echidistantă între coastele sale și cele ale României. Miza disputei româno-ucrainene a fost, în primul rând, strategică — accesul în apele teritoriale — și economică — posibilitatea explorării și, eventual, exploatării resurselor de hidrocarburi. Ambele părți au declarat, înaintea pronunțării deciziei finale a Curții, că o vor respecta, indiferent care va fi aceea.
CIJ, prin  decizia nr. 2009/9 din 3 februarie 2009, a acordat 79,34% din zona în dispută României, anume 9.700 km² cu o adâncime medie de peste 80 m, iar Ucrainei 20,26% din zona în dispută anume 2.300 km² cu o adâncime medie de 35 m Prin decizia CIJ Insula Șerpilor rămâne în componența Ucrainei. Aceasta a fost a 100-a decizie a CIJ de la înființarea sa.

#### Golful Musura
Geomorfologic vorbind, Canalul și golful Musura sunt foarte recente: ele s-au format în prima jumătate a secolului XX, fiind atunci în componența României, prin aluvionare în dreptul țărmului Cardonului situat, în secolul XIX, între delta brațului Chilia (inițial mult mai mică și situată mult mai la nord) și Sulina. Același fenomen care a format golful Musura, astăzi îl umple, transformându-l în mlaștină cu păpuriș, și formează mai la răsărit o zonă lagunară pe cale de aluvionare, situată între ieșirea în Marea Neagră a brațelor Chilia și Sulina, a căror evoluție geomorfologică condiționează traseul frontierei româno-ucrainene cât și o parte din apele teritoriale din apropierea imediată a gurilor Dunării, până la linia delimitată la data de 3 februarie 2009 prin decizia nr. 2009/9 a CIJ de la Haga.
Un nou litigiu a apărut, astfel, după intrarea în vigoare a Tratatului româno-ucrainean de la Constanța din 1997, deoarece aluvionarea naturală, colmatarea golfului Musura și prelungirea canalului Musura spre sud constituie, conform poziției ucrainene, un motiv pentru a prelungi spre sud și frontiera. În 2006, grănicerii maritimi ucraineni au balizat ceea ce Ucraina socotește ca făcând parte din apele sale teritoriale până la digul Nord al brațului Sulina, dig care, astfel, la răsărit de farul Nord, a devenit, de facto, frontalier. Partea română susține însă că frontiera trece la echidistanță între Ostrovul Limba și malul sudic al golfului Musura, așa cum erau în anul 1997, în momentul semării Tratatului frontalier de la Constanța, apoi la echidistanță de talvegul brațului Chilia-Stambulul Nou și de digul Nord al brațului Sulina. Traseul care va fi adoptat de jure la rezolvarea acestui nou litigiu, va condiționa atât apartenența noilor ostroave încă nedenumite, în proces de constituire în sud-estul ostrovului Limba și între gura brațului Chilia și cea a brațului Sulina, cât și o parte din apele teritoriale din apropierea imediată a gurilor Dunării, până la linia delimitată la data de 3 februarie 2009 prin decizia nr. 2009/9 a CIJ de la Haga.

## Relații politice
Vizite la nivel înalt
- Ale Președintelui României în Ucraina

- 27-28 mai 1999 - Kiev și Cernăuți;
- 17–19 septembrie 2002 - Kiev și regiunea Odesa;
- 17 iunie 2003 – Cernăuți (a fost semnat Tratatul privind regimul frontierei de stat);
- 23 ianuarie 2005, Kiev - participare la ceremonia de învestire în funcție a omologului ucrainean;
- 2 decembrie 2005, Kiev – participare la Forumul Comunității pentru o Opțiune Democratică;
- 2-3 februarie 2006 – Kiev și Cernăuți, vizită oficială. A fost semnat Protocolul privind constituirea Comisiei Mixte Prezidențiale Româno-Ucrainene;
- 20 august 2008 – Kiev;
- 17 martie 2015 – Kiev.
- 16 iunie 2022 – Kiev și Irpin, în contextul războiulul în desfășurare.
- Ale Președintelui Ucrainei în România

- 2 iunie 1997 - Constanța (a fost semnat Tratatul cu privire la relațiile de bună vecinătate și cooperare)
- 21 aprilie 2005 – București, vizită oficială

Președinții României și Ucrainei s-au întâlnit și în marja diverselor reuniuni internaționale.
Vizite pe linie parlamentară
- Ale delegațiilor române în Ucraina

- aprilie 1993, președintele Camerei Deputațilori.
- Ale delegațiilor ucrainene în România

- mai 1992, președintele Radei Supreme a Ucrainei
- 13 noiembrie 2003, președintele Radei Supreme a Ucrainei

Vizite la nivelul primilor miniștri
- Ale Prim-ministrului României, în Ucraina

- 29 martie 1996 - vizită de lucru. Au fost semnate, la Ismail, acorduri de cooperare în domeniile transporturilor rutiere și aeriene, științei și tehnologiei, sănătății și științelor medicale, relațiilor consulare
- Ale Prim-ministrului Ucrainei, în România

- 29- 30 ianuarie 2002 – A avut loc sesiunea a II-a a Consiliului Consultativ Interguvernamental Româno - Ucrainean de Colaborare Comercial-Economică și un forum al oamenilor de afaceri români și ucraineni

Vizite la nivelul miniștrilor de externe
- Ale ministrului român de externe, în Ucraina

- 3 mai 1997, Kiev - parafarea Tratatului cu privire la relațiile de bună vecinătate și cooperare între România și Ucraina
- 27 noiembrie 2001, Kiev și Cernăuți
- 15 august 2002, Ialta
- 23 ianuarie 2005 - participare la ceremonia de învestire a președintelui ucrainean
- 2 decembrie 2005 - participare la Forumul Comunității pentru o Opțiune Democratică.
- 2-3 februarie 2006 - participare la vizita oficială în Ucraina a președintelui României

- 'Ale ministrului ucrainean de externe, în România'

- 3- 4 septembrie 1992
- 18-20 februarie 1999
- 18 februarie 2004
- 10 noiembrie 2005